# Дитрих II (Лотарингия)
Дитрих II (на френски: Thierry II d'Alsace, Thierry II le Vaillant; на немски: Dietrich II, или Theodoric II, Diederik II, † 30 декември 1115) от фамилията Дом Шатеноа, е през 1070 – 1115 г. херцог на Горна Лотарингия и граф в Елзасгау.

## Биография
Дитрих II е най-големият син на херцог Герхард и Хадвига от Намюр († 28 януари 1075/1800), дъщеря на Алберт II, граф на Намюр, и на Регелиндис, дъщеря на херцог Готцело I, херцог на Долна Лотарингия и сестра на папа Стефан X.
Баща му умира на 14 април 1070 г. и Дитрих II става херцог на Горна Лотарингия. По-малкият му брат Герхард I има също претенции за херцогската титла и унищожава южната част на Лотарингия. Дитрих предоставя на брат си Saintois, pagus около Водемон. Император Хайнрих IV му признава титлата граф на Водемон. През 1073 г. двамата братя сключват мир.
Дитрих е на страната на крал Хайнрих IV, и се бие за него против саксонците през 1075 г.
Той е последван като херцог от синът му Симон I.

## Семейство
Първи брак: през 1079 г. с Хедвиг от Формбах, дъщеря на Фридрих, граф на Формбах, и Гертруда от Халденслебен, вдовица на Гебхард от Суплинбургите, майка на император Лотар III. Те имат децата:
- Симон I (* 1076, † 11 април 1139), херцог на Лотарингия
- Петронила (Гертруда) (* 1082, † 23 май 1144); ∞ Флоренс II Дебелия граф на Холандия († 2 март 1122)

Втори брак: през 1096 г. с Гертруда от Фландрия (1080 – 1117) от Дом Фландрия, дъщеря на Роберт I Фризиеца († 1092), граф на Фландрия, и Гертруда Саксонска Билунг (1030 – 1113); вдовица на Хайнрих III, граф на Льовен и ландграф на Брабант († 1095). Те имат децата:
- Дитрих Елзаски (* 1099, † 4 февруари 1168), граф на Фландрия
- Хайнрих († 7 юни 1165), епископ на Тул 1126 – 1165